# Matej Slávik
Matej Slávik (sinh ngày 5 tháng 8 năm 1994) là một thủ môn bóng đá Slovakia hiện tại thi đấu cho câu lạc bộ Fortuna Liga FC DAC 1904 Dunajská Streda.

## Sự nghiệp câu lạc bộ

### DAC Dunajská Streda
Slávik ra mắt tại Fortuna Liga cho FC DAC 1904 Dunajská Streda trước FC Spartak Trnava ngày 23 tháng 10 năm 2016.